# Simply Red
Simply Red ist eine britische Band, die 1984 gegründet wurde. Sie setzt sich aus dem Sänger Mick Hucknall sowie wechselnden weiteren Musikern zusammen.

## Bandname

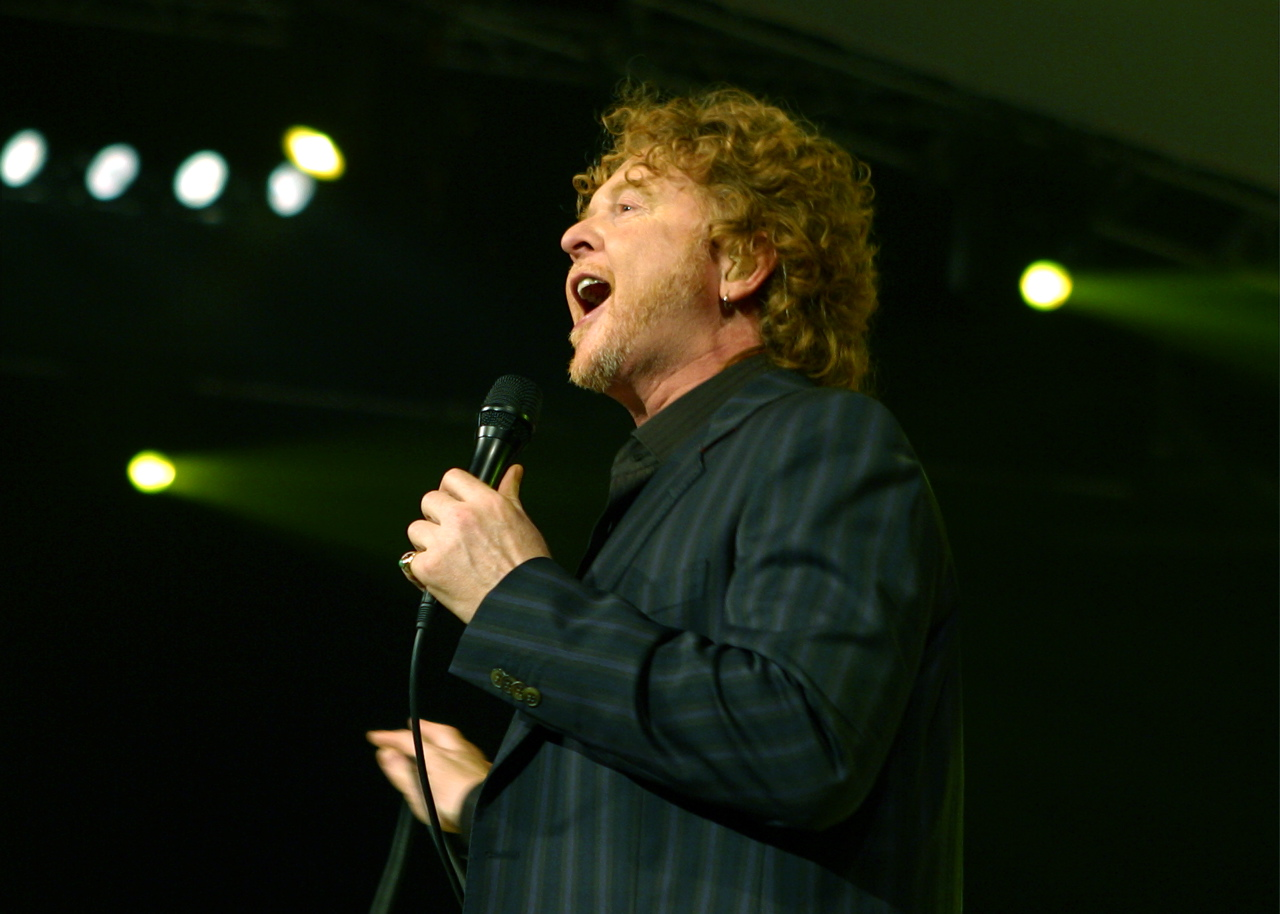
Simply Red Frontsänger Mick Hucknall

In erster Linie ist der Bandname auf einen Spitznamen des Sängers Mick Hucknall zurückzuführen. Wegen seiner roten Haare wurde er bereits in der Schule von Freunden Red genannt. Man kann den Namen vielleicht auch als Anspielung auf Hucknalls Leidenschaft für die Fußballmannschaft Manchester United sehen, deren Vereinsfarbe rot ist. Anfangs gab die Band unter verschiedenen Namen erste Konzerte. Sie nannten sich beispielsweise World Service, Red And The Dancing Dead oder auch Just Red, bis schließlich die Entscheidung für den Bandnamen Simply Red fiel.
Eine weitere Variante des Bandnamens wird ebenfalls häufig kolportiert: Als Mick bei Vertragsverhandlungen nach dem Namen seiner Band gefragt wurde, besann er sich auf seinen Spitznamen ‘Red’ und antwortete: „Simply 'Red'“ (etwa: „einfach nur 'Red'“). Sein Gegenüber verstand dies wörtlich, und ‘Simply Red’ war geboren.

## Bandgeschichte

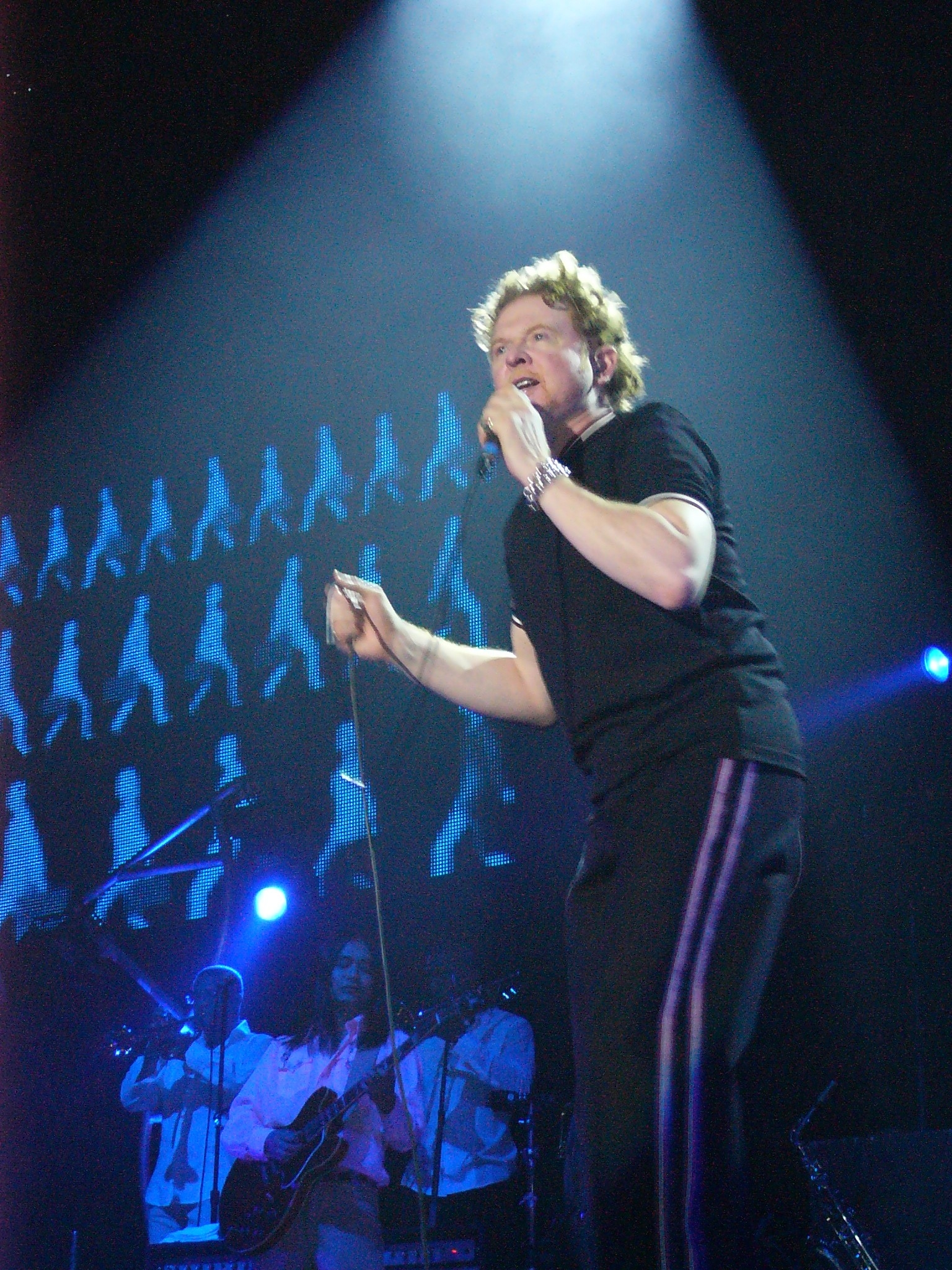
Simply Red (2003)

Die im Juni 1985 erschienene Debüt-Single der Band Money’s Too Tight (To Mention) (eine Cover-Version eines Songs der Valentine Brothers) erreichte die britischen Top 20 und ihr Song Holding Back the Years gelangte im Juli 1986 auf die Nummer eins in den USA. Das Debütalbum Picture Book erschien im Oktober 1985.
Es folgten im März 1987 Men & Women und im Februar 1989 A New Flame. Auch If You Don’t Know Me By Now (Original von Harold Melvin and the Blue Notes, 1972) kletterte im Juli 1989 auf die Spitzenposition in den USA. Für diese Platte wurde Simply Red im Jahr 1990 mit dem Grammy ausgezeichnet.
Ende September 1991 folgte Stars, was das erste Album darstellte, auf dem ausschließlich eigene Songs auftauchen. Die LP wurde das meistverkaufte Album 1991 und 1992 in Großbritannien und stieß sogar Dangerous von Michael Jackson vom Thron.
Nach einer Pause kam im Oktober 1995 Life in die Plattenläden. Hier findet man neben acht Pop-, Soul- und Reggae-Songs Simply Reds ersten Nummer-1-Hit in England, Fairground, und die Hymne zur Fußball-Europameisterschaft 1996, We’re In This Together. Auch dieses Album enthält ausschließlich Eigenkompositionen. Außerdem gab die Band am 29. Juni 1996 anlässlich der Fußball-Europameisterschaft 1996 ein Live-Konzert im Old Trafford, dem Stadion von Manchester United. Dieses Konzert wurde im Fernsehen übertragen. Nach 25 Jahren wurde dieses Konzert nochmals am 30. Juni 2021 als Streamkonzert ausgestrahlt.
Die im Oktober 1996 herausgegebenen Greatest Hits kommen neben den oben genannten mit einer Cover-Version von Aretha Franklins Angel daher, diesmal in einer Kooperation mit den Fugees. Dies war der erste Titel von Simply Red, der erfolgreich einem Remix von Mousse T. (Horny) unterzogen wurde.
Im Mai 1998 kam Blue heraus, ein Album, das ursprünglich ein Coveralbum werden sollte. Bemerkenswert hier ist die Umsetzung des Neil-Young-Stücks Mellow My Mind.
Im November 1999 erschien Love And The Russian Winter, das letzte Album, das unter der Regie von Warner fertig wurde. Mit Veröffentlichung dieses Albums lief der Vertrag aus.
Im Herbst 2000 veröffentlichte Warner ohne Zustimmung der Band oder von Mick Hucknall eine Zusammenstellung von Simply Reds Lovesongs unter dem Titel It’s Only Love.
Mit Home ging Mick Hucknall im März 2003 neue Wege, indem er dieses Album, ohne große Plattenfirma im Rücken und selbstfinanziert, auf seinem eigenen Plattenlabel simplyred.com, veröffentlichte. Das zehnte Album Stay erschien am 12. März 2007.
Im Oktober 2007 erklärte Mick Hucknall gegenüber dem britischen Radiosender Gold Radio, dass Stay das letzte Album und The World And You Tonight die letzte Single der Gruppe bleiben werde. Nach der anstehenden Tournee, die im Jahr 2009 enden solle, werde sich die Band trennen und Hucknall als Solokünstler weiterarbeiten.
Am 7. November 2008 erschien mit Simply Red 25: The Greatest Hits das offizielle Abschiedsalbum der Band, das Platz 17 der deutschen Album-Charts erreichte, inklusive eines neuen Titels namens Go Now (Coverversion eines Songs, den The Moody Blues ihrerseits von Bessie Banks gecovert haben.)
Im April 2010 startete die Band erneut eine achtmonatige Welttournee mit 78 Konzerten unter dem Motto Farewell – The Final Show. Das Abschlusskonzert der Tour fand in der O2 Arena in London am 19. Dezember 2010 statt. Das Konzert wurde live in Kinos in ganz Großbritannien übertragen.

## Bandjubiläum, Big-Love-Tour und neues Album
Am 3. November 2014 kündigte Simply Red unerwartet zum 30-jährigen Bestehen für Herbst 2015 die  Big Love-Tour 2015  an.
Ab 19. April 2015 war auf ihrer offiziellen Facebook-Seite zu lesen, dass sie ein neues Studio-Album mit dem Namen Big Love herausbringen werden. Das Album mit 12 neuen Stücken wurde am 1. Juni 2015 veröffentlicht.  Shine On  ist die erste Singleauskopplung aus dem Album. Außerdem gab es 2016 neben einer Open Air Tour auch einen Auftritt beim Montreux Jazz Festival. Dieses Konzert wurde im Schweizer Fernsehsender RTS Deux übertragen.
Nach ihrem Studioalbum Blue Eyed Soul (2019) kündigen Simply Red für den 26. Mai 2023 ein weiteres neues Album mit dem Titel Time an. Die erste Single-Auskopplung trägt den Titel Better With You.

## Diskografie
Studioalben

| Jahr | Titel Musiklabel                           | Höchstplatzierung, Gesamtwochen, AuszeichnungChartplatzierungen (Jahr, Titel, Musiklabel, Platzierungen, Wochen, Auszeichnungen, Anmerkungen) | Höchstplatzierung, Gesamtwochen, AuszeichnungChartplatzierungen (Jahr, Titel, Musiklabel, Platzierungen, Wochen, Auszeichnungen, Anmerkungen) | Höchstplatzierung, Gesamtwochen, AuszeichnungChartplatzierungen (Jahr, Titel, Musiklabel, Platzierungen, Wochen, Auszeichnungen, Anmerkungen) | Höchstplatzierung, Gesamtwochen, AuszeichnungChartplatzierungen (Jahr, Titel, Musiklabel, Platzierungen, Wochen, Auszeichnungen, Anmerkungen) | Höchstplatzierung, Gesamtwochen, AuszeichnungChartplatzierungen (Jahr, Titel, Musiklabel, Platzierungen, Wochen, Auszeichnungen, Anmerkungen) | Anmerkungen                                                    |
| Jahr | Titel Musiklabel                           | DE | AT | CH | UK | US | Anmerkungen                                                    |
| ---- | ------------------------------------------ | --- | --- | --- | --- | --- | -------------------------------------------------------------- |
| 1985 | Picture Book Elektra Records (WMG)         | DE8 ×3Dreifachgold · (47 Wo.)DE | AT10 Gold · (14 Wo.)AT | CH12 Platin · (26 Wo.)CH | UK2 ×5Fünffachplatin · (135 Wo.)UK | US16 Platin · (59 Wo.)US | Erstveröffentlichung: 14. Oktober 1985 Verkäufe: + 4.050.000   |
| 1987 | Men and Women Elektra Records (WMG)        | DE3 Platin · (29 Wo.)DE | AT3 Gold · (28 Wo.)AT | CH1 Gold · (17 Wo.)CH | UK2 ×3Dreifachplatin · (63 Wo.)UK | US31 (26 Wo.)US | Erstveröffentlichung: 9. März 1987 Verkäufe: + 1.940.000       |
| 1989 | A New Flame Elektra Records (WMG)          | DE2 Platin · (44 Wo.)DE | AT2 Platin · (41 Wo.)AT | CH1 Platin · (33 Wo.)CH | UK1 ×7Siebenfachplatin · (90 Wo.)UK | US22 Gold · (39 Wo.)US | Erstveröffentlichung: 13. Februar 1989 Verkäufe: + 4.740.000   |
| 1991 | Stars EastWest (WMG)                       | DE2 ×5Fünffachgold · (59 Wo.)DE | AT1 ×2Doppelplatin · (41 Wo.)AT | CH2 ×2Doppelplatin · (32 Wo.)CH | UK1 ×12Zwölffachplatin (Original) + Gold (Collector’s Edition) · (137 Wo.)UK                                                                  | US76 Gold · (43 Wo.)US | Erstveröffentlichung: 30. September 1991 Verkäufe: + 9.000.000 |
| 1995 | Life EastWest (WMG)                        | DE1 Platin · (45 Wo.)DE | AT1 Platin · (16 Wo.)AT | CH1 Gold · (19 Wo.)CH | UK1 ×5Fünffachplatin · (47 Wo.)UK | US75 (13 Wo.)US | Erstveröffentlichung: 9. Oktober 1995 Verkäufe: + 3.085.000    |
| 1998 | Blue EastWest (WMG)                        | DE1 Gold · (23 Wo.)DE | AT1 Platin · (20 Wo.)AT | CH3 Gold · (15 Wo.)CH | UK1 ×2Doppelplatin · (25 Wo.)UK | US145 (3 Wo.)US | Erstveröffentlichung: 18. Mai 1998 Verkäufe: + 1.157.500       |
| 1999 | Love and the Russian Winter EastWest (WMG) | DE2 Platin · (15 Wo.)DE | AT3 Gold · (10 Wo.)AT | CH8 (9 Wo.)CH | UK6 Platin · (11 Wo.)UK | — | Erstveröffentlichung: 1. November 1999 Verkäufe: + 1.000.000   |
| 2003 | Home EastWest (WMG)                        | DE5 Platin · (46 Wo.)DE | AT8 Gold · (29 Wo.)AT | CH6 Gold · (31 Wo.)CH | UK2 ×2Doppelplatin · (35 Wo.)UK | US187 (3 Wo.)US | Erstveröffentlichung: 24. März 2003 Verkäufe: + 1.190.000      |
| 2005 | Simplified simplyred.com (UMG)             | DE4 (13 Wo.)DE | AT2 (12 Wo.)AT | CH3 (12 Wo.)CH | UK3 Gold · (9 Wo.)UK | — | Erstveröffentlichung: 17. Oktober 2005 Verkäufe: + 100.000     |
| 2007 | Stay simplyred.com (UMG)                   | DE4 (13 Wo.)DE | AT6 (12 Wo.)AT | CH6 (12 Wo.)CH | UK4 Gold · (14 Wo.)UK | US156 (1 Wo.)US | Erstveröffentlichung: 12. März 2007 Verkäufe: + 145.000        |
| 2015 | Big Love simplyred.com (UMG)               | DE6 (8 Wo.)DE | AT11 (4 Wo.)AT | CH10 (8 Wo.)CH | UK4 Gold · (18 Wo.)UK | — | Erstveröffentlichung: 29. Mai 2015 Verkäufe: + 100.000         |
| 2019 | Blue Eyed Soul simplyred.com (BMG)         | DE11 (7 Wo.)DE | AT5 (4 Wo.)AT | CH17 (3 Wo.)CH | UK6 (7 Wo.)UK | — | Erstveröffentlichung: 8. November 2019                         |
| 2023 | Time simplyred.com (WMG)                   | DE9 (3 Wo.)DE | AT7 (2 Wo.)AT | CH11 (2 Wo.)CH | UK8 (1 Wo.)UK | — | Erstveröffentlichung: 26. Mai 2023                             |

## Auszeichnungen
Bambi
- 2019: in der Kategorie „Legende“

BRIT Awards
- 1992: in der Kategorie „Best British Group“
- 1993: in der Kategorie „Best British Group“

Grammy Awards
- 1990: in der Kategorie „Best R&B Song (If You Don’t Know Me By Now)“

Goldene Kamera
- 2010: in der Kategorie: „Lebenswerk International Musik“